# Экономика Мариуполя
Экономика Мариуполя представляет собой важнейшее промышленно-транспортное звено комплексного потенциала Донбасса и всего Азово-Черноморского бассейна. Подобная ситуация сложилась в конце XIX века, когда Российская империя инвестировала значительные средства в Мариупольский морской торговый порт, который является важнейшим градообразующим и бюджетонаполняющим предприятием города. В разные периоды своей истории экономическая активность в городе вносила свой вклад в ВВП 4-х государств, его контролировавших (Российская империя, СССР, Украина и РФ). Благодаря сочетанию благоприятных климатических условию и приморского положения, наряду с промышленным сектором, в городе получили распространение и другие отрасли экономики (пляжный туризм, образование, культура и проч.)

## Экономическая история

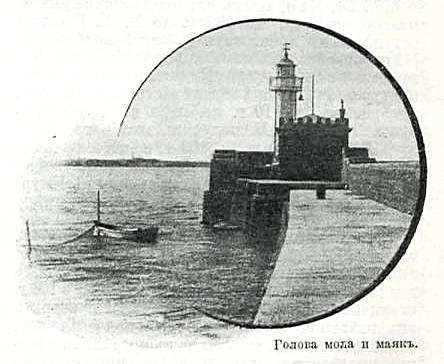
Порт в начале XIX века (фото из статьи «Мариупольский порт» в «Военной энциклопедии Сытина»)

### Промышленность
В современный промышленный город Мариуполь превратился уже к началу XX века. Его промышленное развитие произошло довольно бурно и в хронологическом плане подразделялось на два этапа.
До 1870-х гг. экономика города обеспечивала лишь потребности внутригородского рынка и близлежащего региона, находясь при этом в сильной зависимости от экстенсивного сельского хозяйства прибывающих переселенцев, осваивающих прилегающие степные чернозёмы. Но относительно низкая производительность, частые неурожаи и разного рода сельхоз кризисы периодически тормозили процесс развития. Тем не менее, в этот период в городе появились первые рыбные, кожаные, свечные, мыловаренные, табачные лавки, открылись первые винокурни, мукомольные предприятия, стали действовать предприятия пищевой отрасли. Рыбный промысел быстро занял ведущее место и долго его сохранял. В области рыболовства и рыбообработки насчитывалось до 56 предприятий и здесь же получали максимально высокие доходы (до 100 000 руб. серебром в год). Греческое купечество контролировало эту отрасль экономики почти полностью. Экономика города на первом этапе имела ярко выраженную этническую составляющую: владельцами первых лавок и предприятий долгое время были приазовские греки и местные евреи, которые наладили торговлю с представителяли иностранного купечества средиземноморских стран: Османской империи, Италии, Франции.
С конца 1860-х гг. экономическая конъюктура в городе начала быстро изменяться. Представителям всех народов империи было разрешено селиться в Мариуполе. Кроме того, ему был возвращён статуса уездного города. Как следствие, в городе стали массово возникать крупные фабрики и заводы в строительной, металлургической отраслях и машиностроении. Рекой потекли как внутренние, так и иностранные инвестиции. Местные греческие предприниматели продолжали вкладывать накопленные капиталы в предприятия по переработке сельскохозяйственной продукции и в строительную отрасль. Параллельно им в промышленности происходит консолидация капитала местной еврейскойя элиты. Именно евреи создают в городе хорошо оборудованные предприятия в мукомольной, машиностроительной и металлургической отраслях. Продолжает активно проникать и иностранный капитал. К началу ХХ  века в городе завершается строительство двух гигантских металлургических заводов, появляется 4-й по значимости морской порт Российской империи, прокладываютя железные дороги.

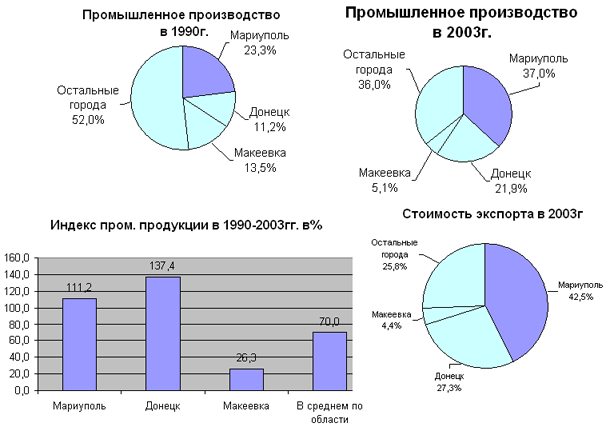
Экономика. Место города в области

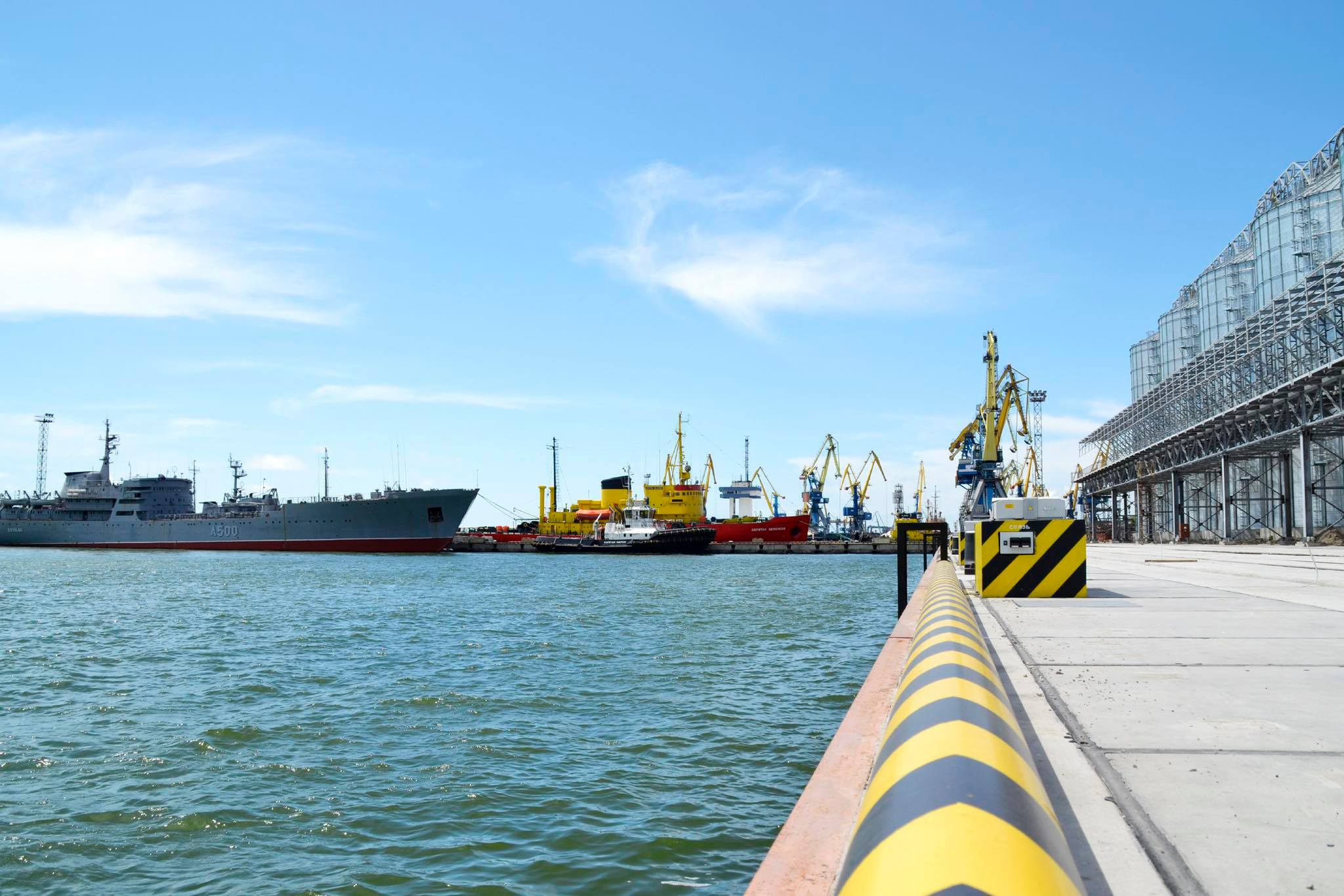
Морской торговый порт

#### Современная промышленность
В Мариуполе действовало пять промышленных предприятий различных форм собственности. Промышленность города многоотраслевая с преобладанием тяжёлой индустрии. По данным рейтингового отчёта агентства «Эксперт-Рейтинг» крупнейшими промышленными предприятиями Мариуполя являлись: Мариупольский металлургический комбинат имени Ильича, «Азовсталь», концерн «Азовмаш», Мариупольский морской торговый порт, «Азовэлектросталь», «Термический завод», Азовский судоремонтный завод, завод «Электробытприбор», Мариупольский опытно-экспериментальный завод (бывший завод «Сельмаш»), завод «Октябрь», предприятие «Марвей» (окна и пластик), завод «Магма». Среди предприятий лёгкой промышленности можно выделить швейную фабрику «Фея», кондитерскую фабрику, а также предприятия пищевой отрасли ММК.
Общий объём реализованной промышленной продукции в отпускных ценах предприятий за 2014 год составил по Мариуполю 50,5 млрд грн. или 30,8 % от общеобластного объёма реализованной продукции. В структуре промышленности около 82,5 % — металлургия, 8,4 % — добывающая промышленность, 2,8 % — пищевая, 2,7 % — машиностроение, 1,0 % — производство газа, электроэнергии, 0,4 % — химическая промышленность. К 2014 году практически приостановил деятельность Концерн «Азовмаш».

### Транспорт
Мариуполь является точкой пересечения трасс национального и международного значения. Славянск — Донецк — Мариуполь (P19, Н20) и Ростов-на-Дону — Одесса (E58, М14).
Из Мариуполя осуществляется прямое железнодорожное сообщение с рядом городов Украины, России, Белоруссии. В городе функционирует международный автовокзал и пригородная автостанция АС-2. Мариупольский морской торговый порт (крупнейший на Азовском море и один из крупнейших на Украине, грузооборот около 15 млн т в год) круглогодично осуществляет грузоперевозки в десятки стран мира.

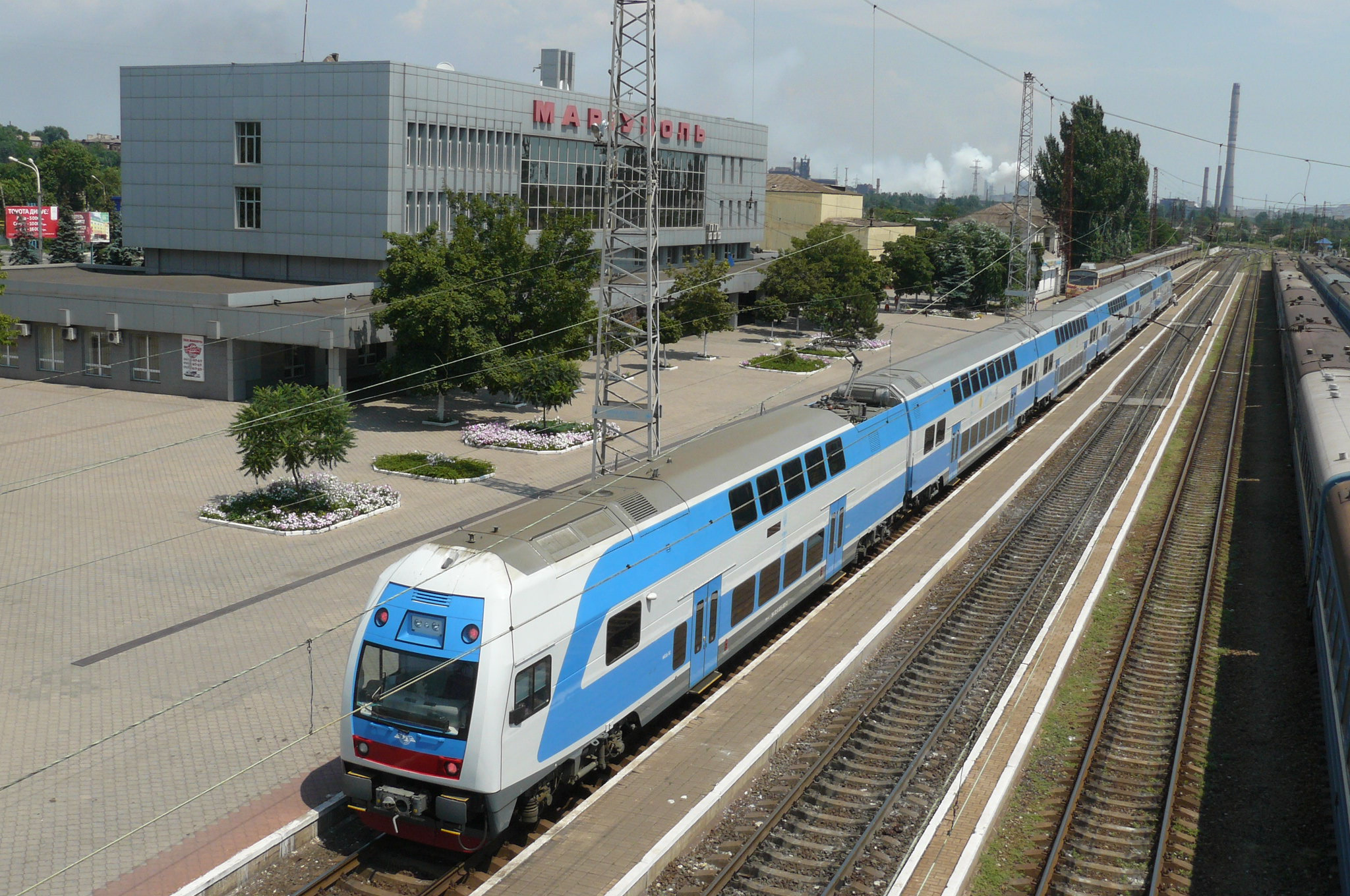
Железнодорожная станция

До начала вооруженного конфликта на востоке Украины существовала чёткая тенденция уничтожения транспортного сообщения Мариуполя с городами Украины и зарубежья, аналогичная ситуация наблюдалась и с городским коммунальным транспортом. Так, в Мариуполе было практически полностью уничтожено внутригородское автобусное сообщение, на смену вместительным городским автобусам пришли многочисленные маршрутные такси, принадлежащие десяткам мелких транспортных фирм и частных предпринимателей. Троллейбусный парк сокращался почти наполовину и был изношен на 70-80 %. Новые машины практически не приобретались. Из 15 троллейбусных маршрутов оставались 10-12, с интервалом движения на некоторых 1 час и более. Трамвайный парк был практически полностью изношен, полностью закрыт один из трамвайных парков. Перед началом вооруженного конфликта на востоке Украины наблюдалась устойчивая тенденция переориентирования мариупольского пассажиропотока на соседний Донецк. Не функционирует пассажирский морвокзал. В преддверии Евро-2012 наблюдалось планомерное уничтожение железнодорожного сообщения Мариуполя с городами Украины и России. Были отменены поезда, формировавшиеся на ст. Мариуполь на Львов, Брянск, Воронеж, Липецк.
После освобождения Мариуполя от пророссийских сепаратистов, через некоторый промежуток времени поезда вновь стали курсировать по ранее отменённым маршрутам. С 2016 года ситуация с общественным транспорта стала улучшаться: на регулярной основе возобновилась закупка новых подвижных составов, вследствие этого интервалы на маршрутах уменьшились, а также были запущены новые маршруты общественного транспорта.
- Мариупольский троллейбус
- Мариупольский трамвай
- Мариупольский автобус
- Железнодорожная станция Мариуполь
- Международный аэропорт Мариуполь
- Морской порт Мариуполь

### Связь
В городе работают все ведущие украинские операторы мобильной связи. В советское время в городе работало 10 АТС, в последнее время добавилось 8 цифровых АТС.
В 2000-х годах произведена замена следующих мариупольских АТС:
- 35-XX-ХХ заменён на 50(51)-XX-ХХ (с изменением последних цифр),
- 39-XX-ХХ заменён на 43-XX-ХХ (без изменения последних цифр),
- 22-XX-ХХ заменён на 58-XX-ХХ (без изменения последних цифр),
- 23-XX-ХХ заменён на 57-YY-YY, 58-YY-YY (c изменением последних цифр).

## Экологическая ситуация
Из-за бурной индустриализация окружая среда в городе испытала сильный экологический стресс.

## Геополитические трансформации
В связи с началом российско-украинской войны, экономическая активность в городе существенно снижалась в 2014—2015 годах, хотя признаки надвигающегося кризиса отмечались исследователями и раньше. К примеру, пик экспорта сельскохозяйственной продукции в местном порту был пройден в 2011 году. Кроме того, городе продолжало сокращаться население, отмечался миграционный отток. После 2014 года грузопотоки начали смещаться в сторону других, более западных портов Украины (Херсон, Одесса). Администрация морских портов Украины пыталась оживить Мариупольский порт путём проведения дноуглубительных работ. Некоторые исследователи уже в 2015 году указывали на то что после аннексии Крыма, Россия будет пытаться  установить сухопутную связь с полуостровом для улучшения его снабжения, а главную роль в этом процессе будет играть захват Мариуполя, что и произошло в 2022 году.